# Cyrk we wsi
Cyrk we wsi (tyt. oryg. Cirku në fshat) – albański film fabularny z roku 1977 w reżyserii Hysena Hakaniego.

## Opis fabuły
Film komediowy, rozgrywający się w środowisku cyrkowców. Klown Agron lubi drażnić zwierzęta, występujące w cyrku. Wywołuje to konflikt z opiekunem zwierząt, który żąda, aby Agron trzymał się z daleka od klatek. W pewnym momencie do konfliktu między ludźmi włączają się zwierzęta.
W filmie wystąpili artyści zawodowi z cyrku w Tiranie.

## Obsada
- Skënder Sallaku jako inspektor
- Shpresa Garuçi jako Vera
- Arben Shaka jako Agron
- Enver Dauti jako Kopi
- Melpomeni Çobani
- Pellumb Dervishi
- Hasan Fico
- Ramazan Njala
- Shpresa Saraçi
- Lec Vuksani